# Rhipsalis clavata
A Rhipsalis clavata egy termesztésben ritkán tartott epifita kaktusz.

## Jellemzői
Fiatalon felegyenesedő, idősen csüngő habitusú növény, sokszor méternél hosszabbak lecsüngő hajtásai. Hajtástagjai mind hasonlóak, kissé lapítottak, fiatalon 4 élűek, rövidek, 10–30 mm hosszúak, 2-7-es terminális csoportot képeznek. Számos areolája néha 1-5 fehér szőrt hordoz. Virágai a szegmensek végei jelennek meg, fehérek, 15 mm hosszúak, szirmai alig nyílnak szét. Termése gömbölyű, 6 mm átmérőjű fehéres-sárgás bogyó. Magjai 1,5 mm hosszúak.

## Elterjedése
Brazília: Rio de Janeiro és São Paulo államok. Epifitikus atlantikus erdőkben tengerszinttől 1600 m tengerszint feletti magasságig.

## Rokonsági viszonyai
Az Erythrorhipsalis subgenus tagja. Megjelenése alapján nagyon közel áll a Hatiora fajokhoz, maga a leírója, Weber is hivatkozott ezen a néven a növényre, azonban fontos elkülönítő bélyege, hogy ritkán produkál hosszúhajtásokat is, amely az Erythrorhipsalis subgenusra jellemző. A fma. delicatula [(Lofgren) Barthlott et N.P. Taylor] kevéssé ismert alak, hosszabb és keskenyebb szegmensekkel.